# Пшемислав (Любуське воєводство)
Пшемислав (пол. Przemysław) — село в Польщі, у гміні Кшешиці Суленцинського повіту Любуського воєводства.
Населення — 277 осіб (2011).
У 1975-1998 роках село належало до Гожовського воєводства.

## Демографія
Демографічна структура станом на 31 березня 2011 року:
|          | Загалом | Допрацездатний вік | Працездатний вік | Постпрацездатний вік |
| -------- | ------- | ------------------ | ---------------- | -------------------- |
| Чоловіки | 145     | 25                 | 99               | 21                   |
| Жінки    | 132     | 27                 | 74               | 31                   |
| Разом    | 277     | 52                 | 173              | 52                   |